# 辭目彙編

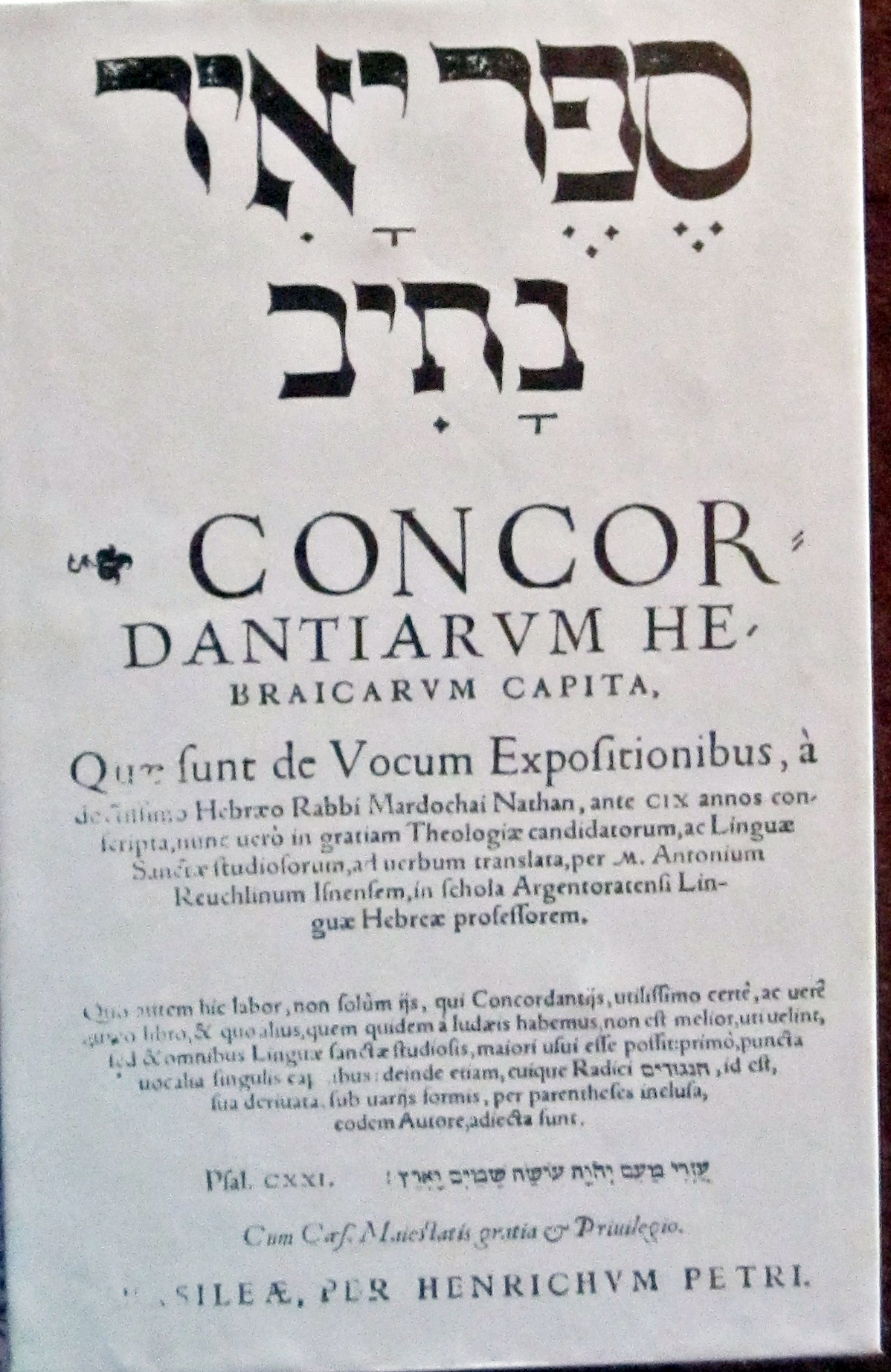
Mordecai Nathan的希伯來語-拉丁語經文彙編

辭目彙編（英語：Concordance），或詞語索引，在聖經上使用稱為經文彙編，早期洪業於引得說翻譯為堪靠燈，係指將書中主要單詞按字母排列，以字為單位，列出每個單詞的例項及直接上下文，逐字立目索引。主要是用於重要經典作品詞語索引，如吠陀經、聖經、古兰经或莎士比亞、詹姆斯·乔伊斯或古典拉丁和希臘作家的作品。在時代之前，辭目彙編不僅僅是一個索引，還有利於評論、定義和專題交叉索引等其他材料使用，即使在有電腦的輔助下，製作索引仍是勞動密集型的過程。
在论文寫作以及語言學的範籌內，利用辭目彙編計算作者使用的詞彙頻率；圖書館學則是用於幫助研究作品文句風格以及提高引據查找的正確性。

## 外部參考
- . 教育百科.   [2025-01-24]. （原始内容存档于2024-08-07）.
- 談詞語彙編與串珠 Strong’s Numbering 在 Concordance之應用及意義